# OSS 117 – Der Spion, der sich liebte
OSS 117 – Der Spion, der sich liebte (im französischen Original OSS 117: Le Caire nid d'espions,  etwa: „Kairo, Spionennest“) ist eine französische Spionagefilmfarce aus dem Jahr 2006. Jean Dujardin verkörpert die von dem französischen Schriftsteller Jean Bruce erfundene Romanfigur des Agenten OSS 117.
Die Komödie spielt im Jahr 1955, nach dem Sturz von König Faruq durch General Nasser und ein Jahr vor der Suezkrise. Motivisch wie visuell zitiert Regisseur Michel Hazanavicius Filme der Handlungszeit, etwa Werke von Alfred Hitchcock oder frühe James-Bond-Filme und die Fantômas-Reihe. In Frankreich besuchten den Film über zwei Millionen Zuschauer, so dass 2009 mit OSS 117 – Er selbst ist sich genug ein zweiter Teil folgte. Der dritte Teil OSS 117 – Liebesgrüße aus Afrika wurde 2021 veröffentlicht.
Im Gegensatz zu den Kinowerken der 1950er bis 1970er Jahre zeichnet diese Parodie ihren Hauptakteur als Negativ-Helden. OSS 117 erscheint darin als ein egozentrischer, bornierter, aber auch infantiler und intellektuell unterbelichteter Charakter. Obwohl er sich zudem häufig rassistisch und sexistisch äußert, genießt OSS 117 aufgrund seiner physischen Attraktivität großen Erfolg bei Frauen jedwelcher Nation oder Herkunft.
Zusätzlich fokussiert jede der drei Parodien einen eigenen Themenbereich: Neokolonialismus und Islamfeindlichkeit (Teil 1), Antisemitismus und die in Frankreich kaum aufgearbeitete Ära des Vichy-Regimes (Teil 2) und zuletzt anti-schwarzen Rassismus und Frankreichs weiterhin dominierende Rolle im sog. Françafrique, also den Staaten des ehemaligen Französisch-Westafrikas (Teil 3).
In Deutschland gelangte keine der drei Parodien in das offizielle Kinoprogramm, vereinzelt waren sie aber auf Festivals zu sehen. Außerdem erschienen ab 2009 der Reihe nach deutsche Synchronfassungen auf DVD, zu denen Oliver Kalkofe die Dialogbücher beisteuerte sowie seine Stimme als jene des Hauptdarstellers Jean Dujardin.

## Handlung
Der Film beginnt mit einer kurzen Sequenz in Berlin, 1945, kurz vor Ende des Zweiten Weltkriegs. Mit seinem Freund und Kollegen Jack Jefferson tötet der französische Geheimagent OSS 117 einen Nazi-Offizier, der mit Bauplänen der V2-Rakete nach Südamerika fliehen wollte.
Zehn Jahre später ist Jefferson alias OSS 283 tot, ermordet in Kairo. Im Auftrag des SDECE soll OSS 117 den Fall vor Ort untersuchen und außerdem das mysteriöse Verschwinden eines sowjetischen Frachtschiffs im Suezkanal aufklären. Über die Kontrolle der strategisch wichtigen Schifffahrtsstraße konkurrieren unter anderem die Briten, Sowjets und die Ägypter. In Port Said angekommen, übernimmt OSS 117 die Führung der als Tarnfirma dienenden Société Cairote D'Élevage De Poulets (kurz SCEP, zu deutsch: Kairoer Gesellschaft zur Hühneraufzucht), deren Direktor Jack Jefferson war. Wertvolle Unterstützung leistet ihm die einheimische Agentin und offiziell als Sekretärin beschäftigte Larmina.
Gefährliche Gegner haben die beiden bald genügend: sowjetische Spione, Alt-Nazis, die ägyptische Königs-Nichte und Prinzessin Al Tarouk (die ihren abgesetzten Onkel wieder inthronisieren will) sowie die islamistische Untergrundbewegung „Adler von Cheops“. Die von OSS 117 an den Tag gelegte Arroganz und Ignoranz gegenüber Frauen und der ägyptischen Kultur eskalieren die Situation zusätzlich und verärgern auch seine Kollegin Larmina. Statt Trinkgelder zu geben, verteilt er lieber Ansichtskarten mit dem Konterfei des französischen Präsidenten René Coty. Oder intoniert, als mit Fez verkleideter Oud-Gitarrist, Lili Boniches arabische Version des Dalida-Hits Bambino (das Original Guaglione, von Komponist Pasquale Giuseppe Fucilli und Texter Nicola „Nisa“ Salerno, entstand 1956, der Film spielt aber 1955). Trauriger Höhepunkt ist die Prügelattacke auf einen Muezzin, von dessen frühmorgendlichem Gebetsruf sich OSS 117 gestört fühlte.
Die von einem radikalen Imam befehligten „Adler von Cheops“ überführen OSS 117 dieses Religionsfrevels und werfen ihn gefesselt in den Suezkanal. OSS 117 kann sich jedoch befreien und entdeckt, inmitten eines Walds aus im Wasser schwebenden gefesselten Skeletten, die Überreste von Larminas verschollenem Vater. Damit wird klar, dass dieser einst keinem Unfall zum Opfer fiel, sondern einem Mord der „Adler von Cheops“. Larmina, die insgeheim mit diesen sympathisierte, wendet sich nun von den „Adlern“ ab, um sich gänzlich an die Seite von OSS 117 zu stellen.
Bei einem Ausflug zu den Pyramiden von Gizeh fallen OSS 117 und Larmina Nazi-Archäologen um Gerhard Möller, dem deutschen Leiter der Ägyptischen Gesellschaft für Rinderzucht (Société Égyptienne D'Élevage De Bouvins, kurz SEEB) in die Hände, können diese aber ausschalten. Schon vorher gelang dies mit dem sowjetischen Spion und vorgeblichen Schafzüchter Setine. Zuletzt stirbt Raymond Pelletier, von der Belgisch-ägyptischen Gesellschaft für Hühnerzucht (Société Belgo-Égyptienne D'Élevage De Poulets, kurz SBEP), der OSS 117 in seiner Funktion als Direktor der Hühnerzuchtfarm und damit seinen schärfsten wirtschaftlichen Konkurrenten beseitigen wollte. OSS 117s Unvermögen, sich die jeweiligen Firmen-Akronyme zu merken, gerät dabei zum Running Gag.
Larmina fügt schließlich das Puzzle aus unterschiedlichsten Hinweisen zusammen, wobei OSS 117 Larminas Kombinationsarbeit dreist als seinen eigenen Erfolg deklariert: Demnach enthielt das verschwundene sowjetische Schiff namens KAPOV eine für die „Adler“ bestimmte Waffenlieferung, ist aber noch nicht in deren Hände gelangt. Am Ende stellt sich heraus, dass der angeblich ermordete Agent Jefferson alias OSS 283 seinen Tod fingierte und seinen narzisstischen „Freund“ OSS 117 in Wahrheit immer schon hasste. Jefferson steckt hinter der Entführung des sowjetischen Schiffs und will nun an den Meistbietenden verkaufen. In einem grotesken Kampf sterben jedoch er, der Imam und Prinzessin Al Tarouk. Die Waffenladung wird gesprengt. Zum Happy End kann Larmina dem für sie (trotz all seiner Fehler) unwiderstehlichen OSS 117 endlich einen leidenschaftlichen Kuss aufnötigen.
Im Nachgang erfährt der Zuschauer, dass die aufziehende Suezkrise trotzdem nicht verhindert wurde, sondern durch das tölpelhafte Agieren von OSS 117 zusätzlich angefacht worden ist.

## Kritik
Die Cahiers du cinéma, die um Unterhaltungsfilme meistens einen Bogen machen, lobten, der Film zeige eine Meisterschaft wie schon lange keine französische Komödien-Großproduktion. Die „Spitzenunterhaltung“ sei präzise und mit dünnem Pinsel gemalt. „Parodie“ wäre dafür ein unzutreffender Begriff; Hazanavicius trenne nicht das Plagiat vom krassen Vandalenakt und flitze mit gleichem Elan der Hommage wie der Komödie entgegen. Laut Positif zeichnet sich Jean Dujardin in der Rolle aus; sein Spion sei „ein Franze, aber gut frisiert“. Die Komödie charakterisierte die Zeitschrift als „ungeniert, im zweiten Grad, eine Prise unkorrekt […], hübsch geschrieben“.
Nach Ansicht der Stuttgarter Zeitung parodiert der Film „ebenso kenntnisreich wie liebevoll“, man könne „nur sagen: Weitermachen!“ Für die Berliner Zeitung ist der Streifen eine „feinsinnige Parodie“. epd Film lobte die Komik als „eine Reibung zwischen dem ernsthaften Anschein und dem unerhörten Inhalt.“ Die Welt meinte, Hazanavicius habe die OSS-117-Figur ebenso „liebevoll durch den Kakao gezogen“ wie Oliver Kalkofe im WiXXer die Edgar-Wallace-Geschichten. Dass Kalkofe die Synchronisation übernommen habe, ergebe tiefen Sinn.
In den Vereinigten Staaten erschien der Film nur mit Untertiteln. Für die Chicago Tribune kritisierte Sid Smith im Gegensatz zur Berliner Zeitung: „Der Ruf des französischen Kinos für Feinsinnigkeit geht mit OSS 117 in Rauch auf: [...] ein Film, dessen Satire sich als so lahm erweist wie sein plumper Name.“ Auch Richard Nilsen urteilte für die Arizona Republic, der Film sei eine „lahme Komödie“, deren wenig überraschende Situationen außer einem Gähnen nichts hervorbrächten.

## Synchronisation
| Rolle                                 | Darsteller            | Synchronsprecher |
| ------------------------------------- | --------------------- | ---------------- |
| Hubert Bonisseur de La Bath / OSS 117 | Jean Dujardin         | Oliver Kalkofe   |
| Larmina El Akmar Betouche             | Bérénice Bejo         | Natascha Geisler |
| Prinzessin Al Tarouk                  | Aure Atika            | Melanie Pukaß    |
| Jack Jefferson                        | Philippe Lefebvre     | Oliver Welke     |
| Gerhard Möller                        | Richard Sammel        | Udo Schenk       |
| Setine                                | Constantin Alexandrov | Christian Rode   |
| Nigel Gardenborough                   | Laurent Bateau        | Oliver Rohrbeck  |
| Raymond Pelletier                     | François Damiens      | Tobias Meister   |
| Ägyptischer Minister                  | Saïd Amadis           | Uli Krohm        |
| Lesignac, Huberts Chef                | Claude Brosset        | Otto Mellies     |
| Imam                                  | Youssef Hamid         | Haroun Sweis     |

## Auszeichnungen
César 2007
- César in der Kategorie Bestes Szenenbild für Maamar Ech-Cheikh
- Nominierung in der Kategorie Bester Hauptdarsteller für Jean Dujardin
- Nominierung in der Kategorie Beste Kamera für Guillaume Schiffman
- Nominierung in der Kategorie Beste Kostüme für Charlotte David
- Nominierung in der Kategorie Bestes adaptiertes Drehbuch für Jean-François Halin und Michel Hazanavicius

Étoile d’Or 2007
- Étoile d’Or in der Kategorie Bester Hauptdarsteller für Jean Dujardin